# Pierre-Yves Maillard
Pour les articles homonymes, voir Maillard.
Pierre-Yves Maillard, né le 16 mars 1968 à Lausanne (originaire de Mossel), est une personnalité politique suisse, membre du Parti socialiste.
Il est successivement député du canton de Vaud au Conseil national (de fin 1999 à fin 2004), membre du Conseil d'État du canton de Vaud, à la tête du département de la santé et de l'action sociale (de fin 2004 à mai 2019), à nouveau conseiller national (de fin 2019 à fin 2023) et conseiller aux États depuis fin 2023.
Il est par ailleurs président de l'Union syndicale suisse depuis mai 2019.

## Biographie
Pierre-Yves Maillard naît le 16 mars 1968 à Lausanne. Il est originaire de Mossel, village de la commune d'Ursy dans le canton de Fribourg.
Il devient secrétaire général de la Fédération des associations d'étudiants après des études de lettres à l'Université de Lausanne. Enseignant de français, d'histoire et de géographie dans les établissements secondaires de Préverenges et Charles-Ferdinand Ramuz à Lausanne, il assure, entre 2000 et 2004, la fonction de secrétaire régional du syndicat FTMH Vaud Fribourg. En 1994 et 1995, il est collaborateur personnel du conseiller d'État vaudois Jean-Jacques Schwaab, mais démissionne en raison du programme d'économies Orchidée II.
Il est marié et père de deux enfants.

## Parcours politique
Il est successivement conseiller communal de la ville de Lausanne de mars 1990 à mars 1998 et député au Grand Conseil vaudois de mars 1998 à mars 2000,. En 1997, il se présente à une élection complémentaire pour le Conseil d'État, mais est battu au second tour par la radicale Jacqueline Maurer. Il siège au Conseil national de décembre 1999 à novembre 2004, où il fait partie de la Commission de l'environnement, de l'aménagement du territoire et de l'énergie (CEATE) et de la Commission des finances (CdF),.
Il accède au Conseil d'État vaudois le 1er décembre 2004, où il prend la tête du département de la santé et de l'action sociale. Le 11 mars 2007, il devient le premier conseiller d'État socialiste de l'histoire vaudoise à être élu dès le premier tour, avec 54 % des voix. Il préside le Conseil d'État du 1er juillet 2012 à 2017. Il incarne avec Pascal Broulis, auquel il succède à la présidence du gouvernement, le « compromis dynamique » à la vaudoise,,,, où la gauche s'entend avec la droite pour faire passer des projets, tels que la réforme de l'imposition des entreprises en 2016, en obtenant des compensations sociales comme une augmentation des allocations familiales et des subsides pour l'assurance-maladie,. Ils sont pendant deux législatures les hommes forts du gouvernement (les « mâles alpha »,) et leur tandem est surnommé par contrepèterie « Brouillard et Malice »,,,,.
Entre le 6 mars 2004 et le 1er mars 2008, il est vice-président du Parti socialiste suisse.
Le 26 octobre 2011, il annonce sa candidature à la succession de la conseillère fédérale Micheline Calmy-Rey, estimant avoir « les compétences et l'expérience » nécessaires ; le Parti socialiste vaudois valide sa candidature trois jours plus tard. Le 25 novembre 2011, le Parti socialiste le choisit comme candidat officiel, sur un ticket à deux noms aux côtés du conseiller aux États fribourgeois Alain Berset. Le 14 décembre suivant, c'est ce dernier qui est finalement choisi par l'Assemblée fédérale, au second tour de scrutin, par 126 voix sur 245.
Avec le Conseil d'État, il a notamment augmenté les allocations familiales (de 170 à 300 francs par mois), plafonné les primes d’assurance maladie (à 10 % du revenu net) et introduit une « rente pont » pour les chômeurs âgés.
Il est réélu au Conseil national en octobre 2019, avec le meilleur résultat de Suisse romande. Lors de cette législature, il siège au sein de la Commission de la sécurité sociale et de la santé publique (CSSS).
Le 22 octobre 2023, il est élu au Conseil des États au premier tour. Lors de cette nouvelle législature, il siège au sein de la CSSS, de la Commission des finances (CdF) et de la Commission des institutions politiques (CIP).

### Union syndicale suisse
Le 1er décembre 2018, il est élu président de l'Union syndicale suisse. Il succède à Paul Rechsteiner le 6 mai 2019.

### Profil politique

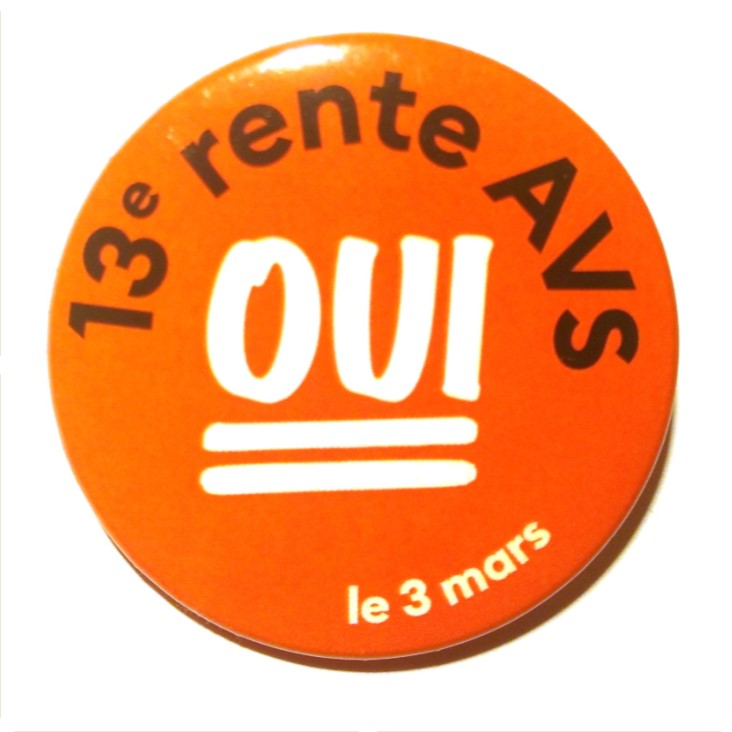
Badge de l'initiative populaire fédérale pour une 13e rente AVS, acceptée en votation le 3 mars 2024.

Tribun charismatique et populaire,, personnalité majeure du Parti socialiste vaudois (il est témoin de mariage de Géraldine Savary et Grégoire Junod), il est considéré comme l'« artisan » de son renouveau au début des années 2000. Il incarne l'aile syndicaliste du parti.
À la suite de l'acceptation de l'initiative populaire fédérale pour une 13e rente AVS (votation du 3 mars 2024) pour laquelle il menait campagne contre la volonté du gouvernement et du Parlement à majorité de droite, une page du Courrier est consacrée à « Pierre-Yves Maillard superstar ». Selon le journaliste Guillaume Chillier, il « est certainement devenu le visage d’une gauche conquérante qui a cueilli la victoire en grattant des voix bien loin des bastions syndicaux, notamment à l’UDC ».
La même année, il soutient en vain une initiative populaire proposant que le coût de l'assurance-maladie ne puisse dépasser 10 % du revenu disponible des ménages, rejetée le 9 juin 2024, ; puis, avec succès, le référendum contre la baisse des rentes de la prévoyance professionnelle, le 22 septembre 2024.

## Publications
- Temps de Luttes, Éditions de l'Aire, 2006 (ISBN 9782881087929).
- Soigner l'assurance maladie, Éditions Favre, 2010 (ISBN 9782828911690).
- Un vélo pour Noël : petites histoires de classe ouvrière, Éditions de l'Aire, 2022 (ISBN 9782889562879)[31].